# Sphagnum balticum
Sphagnum balticum ist ein Torfmoos der Sektion Cuspidata aus der Abteilung der Laubmoose (Bryophyta). Es wird im deutschen Sprachraum Baltisches Torfmoos genannt.

## Beschreibung

### Erscheinungsbild, Blatt und mikroskopische Merkmale
Das Baltische Torfmoos ist ein klein- bis normalwüchsiges Torfmoos mit mehr oder weniger schwachen Stämmchen und fünfstrahligen, flachen Köpfchen. Es kann bei bräunlicher Grundfärbung braun-grüne, gelbgrüne, gelbliche bis goldbraune Farbtönungen aufweisen. Üblicherweise kommt es verstreut vor, gelegentlich bildet es auch kleine Polster.
Die Stämmchen zeigen eine hellgrüne bis braune Färbung und sind bei den Astansätzen manchmal rötlich. Das Stammabschlussgewebe besteht aus zwei bis drei Schichten normal dünnwandiger und unterschiedlicher Zellen.
Die dreieckig-zungenförmigen bis zungenförmigen und konkaven Stammblättchen stehen mit einer Länge von 0,8 bis 1,1 Millimeter spreizend vom Stamm ab. Das obere Ende ist breit stumpfwinkelig. Die Hyalocyten sind in diesem Bereich fibrillös verstärkt.
Am Stamm setzen die zwei abstehenden Ästchen und meist ein hängender Ast in faszikel- oder wirtelähnlichen Astbüscheln stehend an. Sie sind schlank, verjüngend und oft fünfreihig beblättert, wobei die Blättchen am Ende etwas verlängert sind. Die Rinde des grünen Aststammes ist durch deutliche Retortenzellen vergrößert.
Die 1,0 bis 1,7 Millimeter langen Astblättchen sind eiförmig-lanzettlich, gerade, leicht gewellt und spreizend mit ganzrandigem Blattrand. Die Hyalocyten der konvexen Blattseite besitzen an den Zellenden ein bis fünf Schließzellen und sind am oberen Blattende schließzellenlos. An der konkaven Oberfläche gibt es an den Zellenden und den Zellecken runde, schließzellenähnliche Wandausdünnungen. Die Chlorocyten zeigen sich im Blattquerschnitt dreieckig und sind auf der konkaven Oberfläche eingeschlossen.

### Geschlechtliche Merkmale
Die geschlechtliche Ausrichtung ist die diözische oder zweihäusige Form der Geschlechtsverteilung. Die Sporenkapseln des Baltischen Torfmooses reifen im Spätsommer. Die Sporen messen etwa 25 bis 33 Mikrometer und sind auf beiden Oberflächen glatt bis fein papillös.

## Vorkommen
Das Baltische Torfmoos kommt in Nordamerika, Nordasien und Europa bei Schlenken in Hochmooren und nährstoffarmen Sümpfen vor. Das Verbreitungsgebiet in Nordamerika umfasst Grönland, den Großteil Kanadas und das US-amerikanische Alaska und Colorado. Der Schwerpunkt der europäischen Vorkommen liegt im nördlichen Europa. In Deutschland ist das Baltische Torfmoos selten und zerstreut im norddeutschen Flachland verbreitet. Sehr selten ist das Baltische Torfmoos im deutschen Alpengebiet anzutreffen. Weitere europäische Vorkommen gibt es beispielsweise in Österreich und der Schweiz.

## Gefährdung und Schutz
Die Torfmoose insgesamt sind durch die Zerstörung ihrer Lebensräume stark gefährdet. Der Ansatz zur Erfassung der Gefährdung und die Schaffung von Schutzmaßnahmen findet daher auf Gattungsebene statt und inkludiert somit das Baltische Torfmoos.

## Systematik
Sphagnum balticum wurde 1890 von Christian Erasmus Otterstrøm Jensen in Botaniske Forening i Kjøbenhavn, Festskrift. S. 100 erstbeschrieben. Synonyme sind Sphagnum boreale Russow, Sphagnum recurvum subsp. balticum Russow und Sphagnum ruppinense Warnst.